# Hansisches Urkundenbuch
Das Hansische Urkundenbuch (Abkürzung HUB) ist eine Reihe von Bänden mit Urkunden zur Geschichte der Hanse und des Handels von 975 bis 1500. Sie erschien in 11 Bänden von 1876 bis 1939, herausgegeben vom Verein für hansische Geschichte.
Die bisherigen Bände umfassen 7345 Seiten und enthalten 11647 Nummern. Es fehlt noch Band 7/2 für die Zeit von 1442 bis 1450.

## Bände
- Band 1: Konstantin Höhlbaum: 975–1300. Halle a. S. 1876 Archive, GoogleBuch
- Band 2: Konstantin Höhlbaum: 1300–1342. Halle a. S. 1879. Archive
- Band 3: Konstantin Höhlbaum: 1343–1360. Halle a. S. 1882–1886. Archive
- Band 4: Karl Kunze: 1361–1392. Halle a. S. 1896. Archive
- Band 5: Karl Kunze: 1392–1414. Halle a. S. 1899. Archive
- Band 6: Karl Kunze: 1415–1436. Halle a. S. 1906. Archive
- Band 7/1: Hans-Georg von Rundstedt: 1434–1441. Weimar 1939. Uni Köln
- Band 7/2: bisher nicht erschienen
- Band 8: Walther Stein: 1451–1463. Leipzig 1899.
- Band 9: Walther Stein: 1463–1470. Leipzig 1903.
- Band 10: Walther Stein: 1471–1485. Leipzig 1907–1916.
- Band 11: Walther Stein: 1486–1500. München, Leipzig 1916.